# 1043 Beate
1043 Beate là một tiểu hành tinh vành đai chính. Nó được phát hiện bởi Karl Wilhelm Reinmuth ngày 22 tháng 4 năm 1925. Tên ban đầu của nó là 1925 HB. Nguồn gốc cái tên của nó hiện chưa được rõ ràng.